# Kolos
A Kolos régi magyar személynév, ami a német Klaus névnek a magyar formája, ez pedig a Nikolaus (magyarul Miklós) név rövidülése. A latin keresztnév "Claudius" magyarul előfordult a Klaudiusz formában, azonban lefordították Kolozsra is. Lehet, hogy a Kolozsvár helynév első eleme is a Kolos személynévből származik, mivel a latin változata "Claudiopolis", azaz "Klaudiusz városa".

## Rokon név
- Kolozs:[1] a Kolos alakváltozata.[2]

## Gyakorisága
Az 1990-es években a Kolos igen ritka, a Kolozs szórványos név, a 2000-es években nem szerepelnek a 100 leggyakoribb férfinév között.

## Névnapok
Kolos, Kolzs
- február 5.[2]
- február 15.[2]
- március 10.[2]
- június 6.[2]
- október 30.[2]
- november 8.[2]

## Híres Kolosok, Kolozsok
- Kincses Kolos magyar bajnok teniszező
- Kováts Kolos operaénekes
- Vaszary Kolos bíboros, hercegprímás, esztergomi érsek
- Hanák Kolos jogász, a Kárpát Turistaegylet Mátra Osztályának alapítója
- Bíró Kolos Tiván grafikus, karikaturista, képregényrajzoló és rajzfilmrendező.
- Halász Kolos zenész, modell.
- Csizmadia Kolos Világbajnok kajakozó

## Egyéb Kolosok, Kolozsok

### Települések
- Apátkolos, Nagykolos része
- Kolozs (rom. Cojocna), Románia, Kolozs megye
- Kolozsborsa (rom. Borşa), Románia, Kolozs megye
- Kolozsvár (rom. Cluj-Napoca), Románia, Kolozs megye
- Nagykolos (1898-ig Kolos, szk. Veľký Klíž), Szlovákia, Trencséni kerület, Simonyi járás